# Deretaphrus incultus
Deretaphrus incultus is een keversoort uit de familie knotshoutkevers (Bothrideridae). De wetenschappelijke naam van de soort werd in 1937 gepubliceerd door Carter & Zeck.